# کاپنلن
کاپنلن (به انگلیسی: Capnellene) با فرمول شیمیایی C۱۵H۲۴ یک ترکیب شیمیایی با شناسه پاب‌کم ۱۰۹۵۴۶۸۷ است. که جرم مولی آن ۲۰۴٫۳۵۷ g/mol می‌باشد. 